# Aėrograd
Aėrograd (Аэроград) è un film del 1935 diretto da Aleksandr Petrovič Dovženko.